# A esmorga
A Esmorga es una novela tremebunda escrita por Eduardo Blanco Amor, publicada en Buenos Aires en 1959 y en Galicia en 1970. Fue una de las primeras novelas gallegas de postguerra, y marcó un hito en la historia de la literatura gallega. Su repercusión en las generaciones posteriores la llevó a ocupar un lugar destacado del canon literario. El libro fue adaptado al cine y el teatro y traducido a varias lenguas.

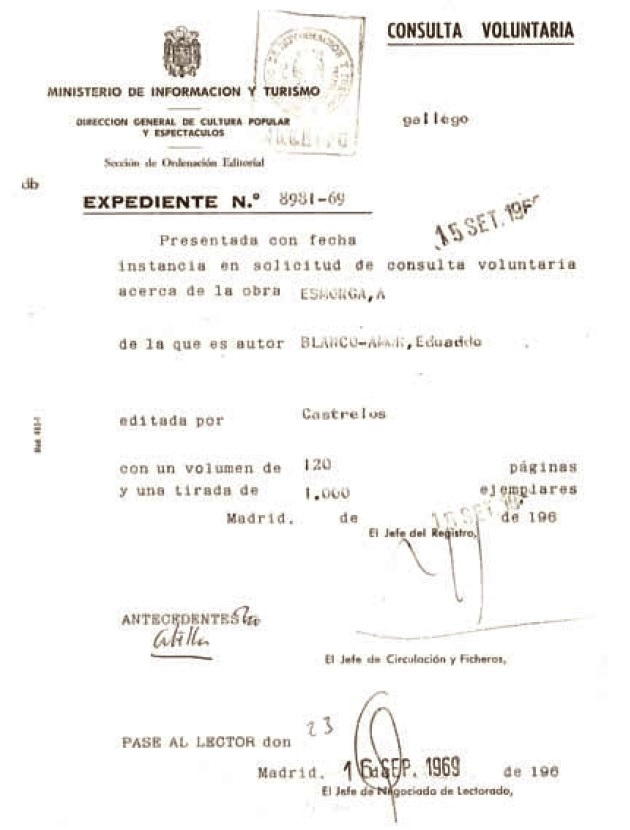
Expediente de censura, 1969.

## Trama
La novela narra la juerga de tres personajes, Cibrán el KUTY, Xanciño el TOTY , y Aladio el PULL, que echan de borrachera un día entero y su noche, y que acabará con el fallecimiento de dos de ellos y el asesinato del tercero a manos de la Guardia civil española. De hecho, es este tercero, Cibrán, quien le cuenta toda la historia al juez, y gracias al cual conocemos lo sucedido (su versión de lo sucedido). La novela está dividida en cinco capítulos precedidos de un pequeño texto de introducción. La introducción está escrita por el autor del texto principal, que retoma su voz también en los dos últimos, mientras que la mayor parte de los capítulos están puestos directamente en la voz de Cibrán. 
La trama se desarrolla en la ciudad de Auria, representación de Orense, con diversas referencias a espacios orensanos reales. Las 24 horas de la juerga transcurren en invierno, durante una jornada de lluvia, frío y helada.

### Personajes principales
- Cibrán el Castizo (Cipriano Canedo). Trabajador de las obras de la carretera nacional. En la veintena. Huérfano de padre, no se lleva con la madre, y tiene una pareja ocasional (A Raxada) con quien tiene un hijo de cuatro años (Lisardiño).
- Xan el Bocas (Juan Fariña). De profesión desconocida. En la veintena.
- Aladio el Milhomes (Eladio Vilarchao). Sastre. En la veintena.

### El tiempo
La aventura narrada en A Esmorga ocurrió 40 años antes de su narración, y fue recogida a través de un proceso de investigación de fuentes y de documentos. 
En La Esmorga hay tres tiempos diferentes:
- El tiempo de la historia: La sucesión de acontecimientos que les suceden a los esmorgantes, y que comprende unas veinticuatro horas, desde antes del amanecer de un lunes hasta el amanecer del día siguiente.
- El tiempo en que se relata: Los diferentes momentos en que Cibrán enuncia su relato.
- El tiempo de la escrita: Momento previo al de la comunicación literaria (o tiempo de la lectura) en que el autor implícito transmite el conjunto de la obra.

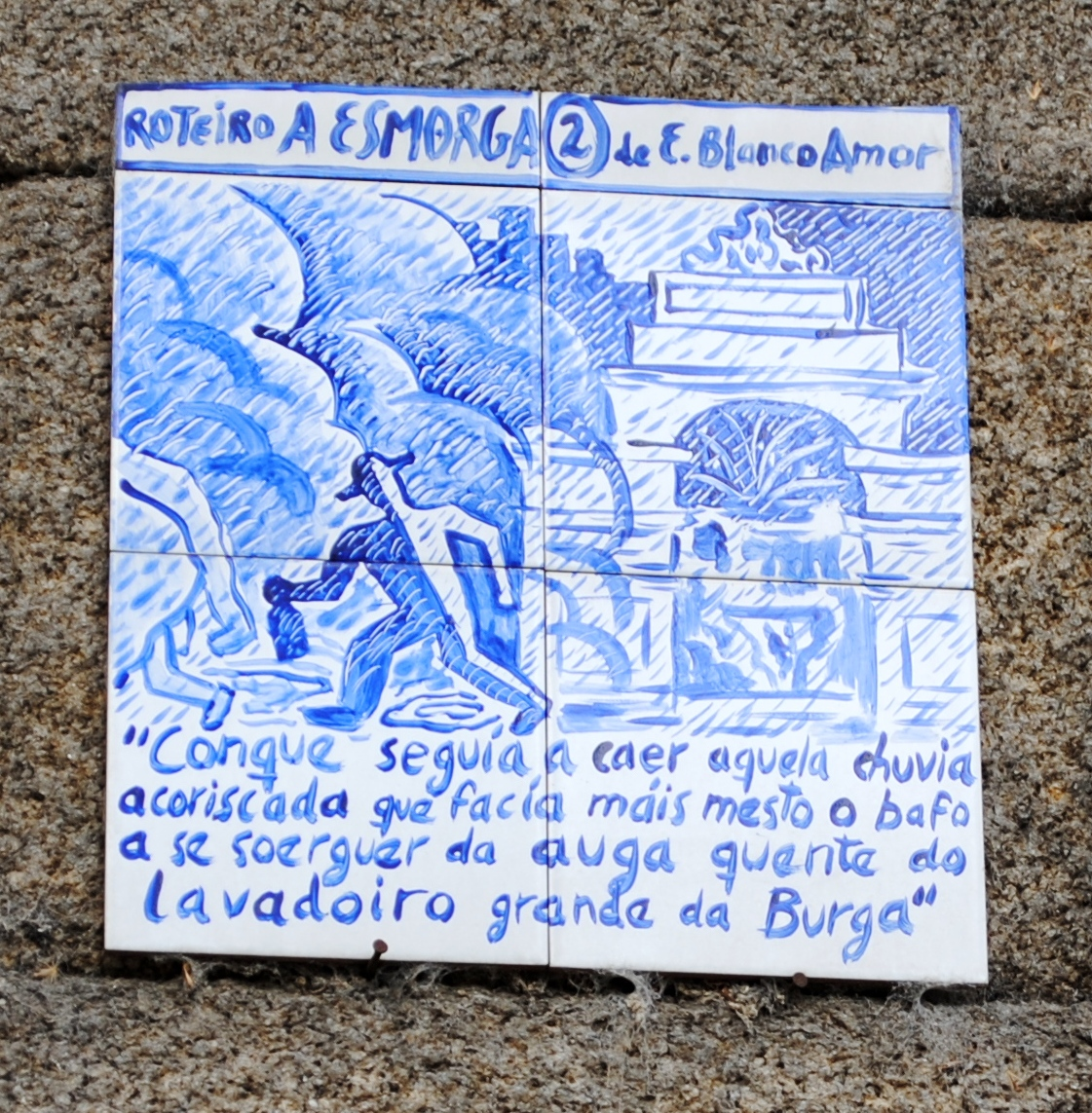
Puente de las Burgas.

No hay demasiadas referencias al transcurso específico del tiempo, mas el movimiento de la acción (la sucesión de lugares y el camino en que se desarrolla La juerga) da una perspectiva temporal que está muy próxima a la del tiempo de ficción. Esta es la sucesión de lugares por los que va pasando la acción:
- El personaje del narrador sale de la casa de la Raxada, más allá de Mariñamansa, para estar a las siete en el trabajo. Encuentra a Bocas y a Milhomes antes de llegar al mesón de la Cristalina.
- Taberna de la tía Esquilacha (pasa una hora).
- Puente de la urbe (una hora).
- Casa de los Andrada. El caño grande de la Burga (hora de comer).
- Pasan el Barbaña, atajan por Salto de Perro y llegan al pazo de los señores del castillo (tarde).
- Al atardecer los protagonistas caminan por la carretera nueva en los arrabales del Posío. Pasan por la Puerta de la Aira, por la fuente de Sano Cosme y en el barrio de la Ferrería deciden ir a ver a las prostitutas[2] (es noche).[2][2][2]
- Casa de la Monfortina. La presencia del faroleiro muestra que la noche va avanzadilla.
- Casa de Nonó.[2] Salen a la plaza de la Santísima Trinidad, pasan por la plaza del Corregidor. Es media noche[2][2]

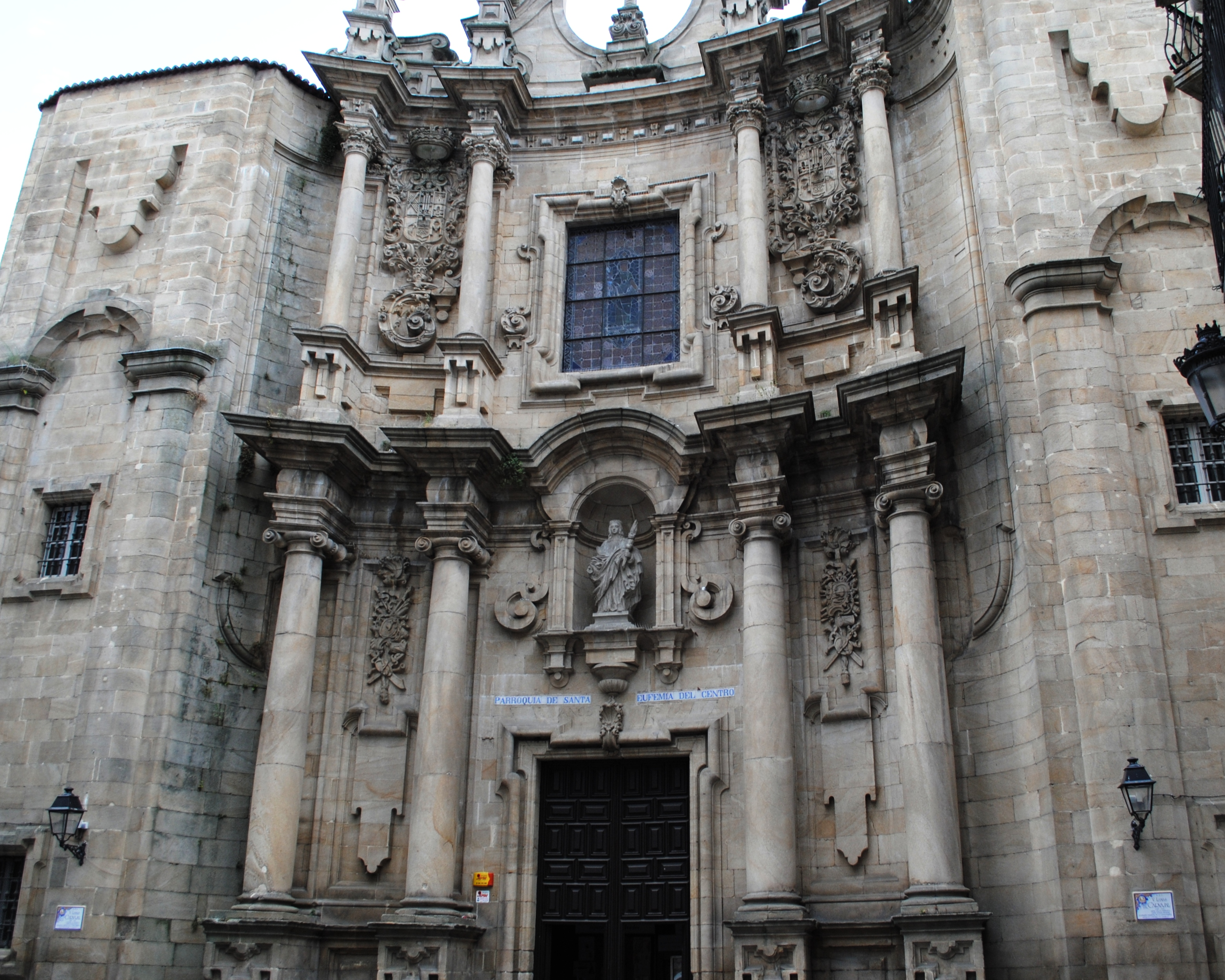
Iglesia de Santa Eufemia.

- Pasa una hora. Rúa de los Hornos.[2] Churrería de la parroquia.[2] Rúa Tecelan.[2] Rúa del Instituto.[2] Iglesia de Santa Eufemia.[2] Fuente del Rei.[2] Mesón del Roxo.[2] Plaza Mayor

Alameda. Callejón de la Burga [105]. Casa de los Andrade [107].

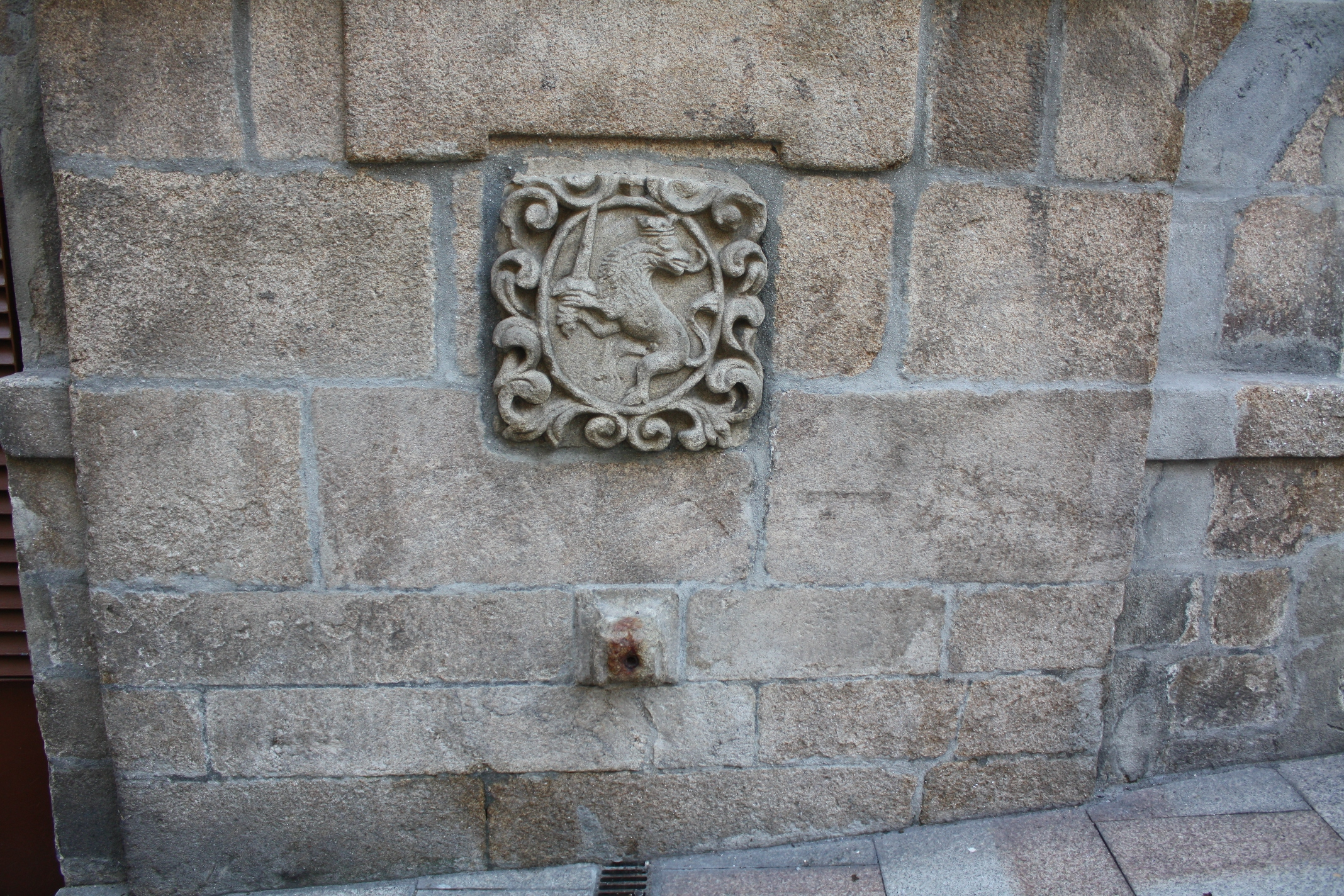
Fuente del Rey.

- Caminan hacia estación deteniéndose en la Puente Mayor (antes de las cinco, hora en la cual salía el tren).[2]

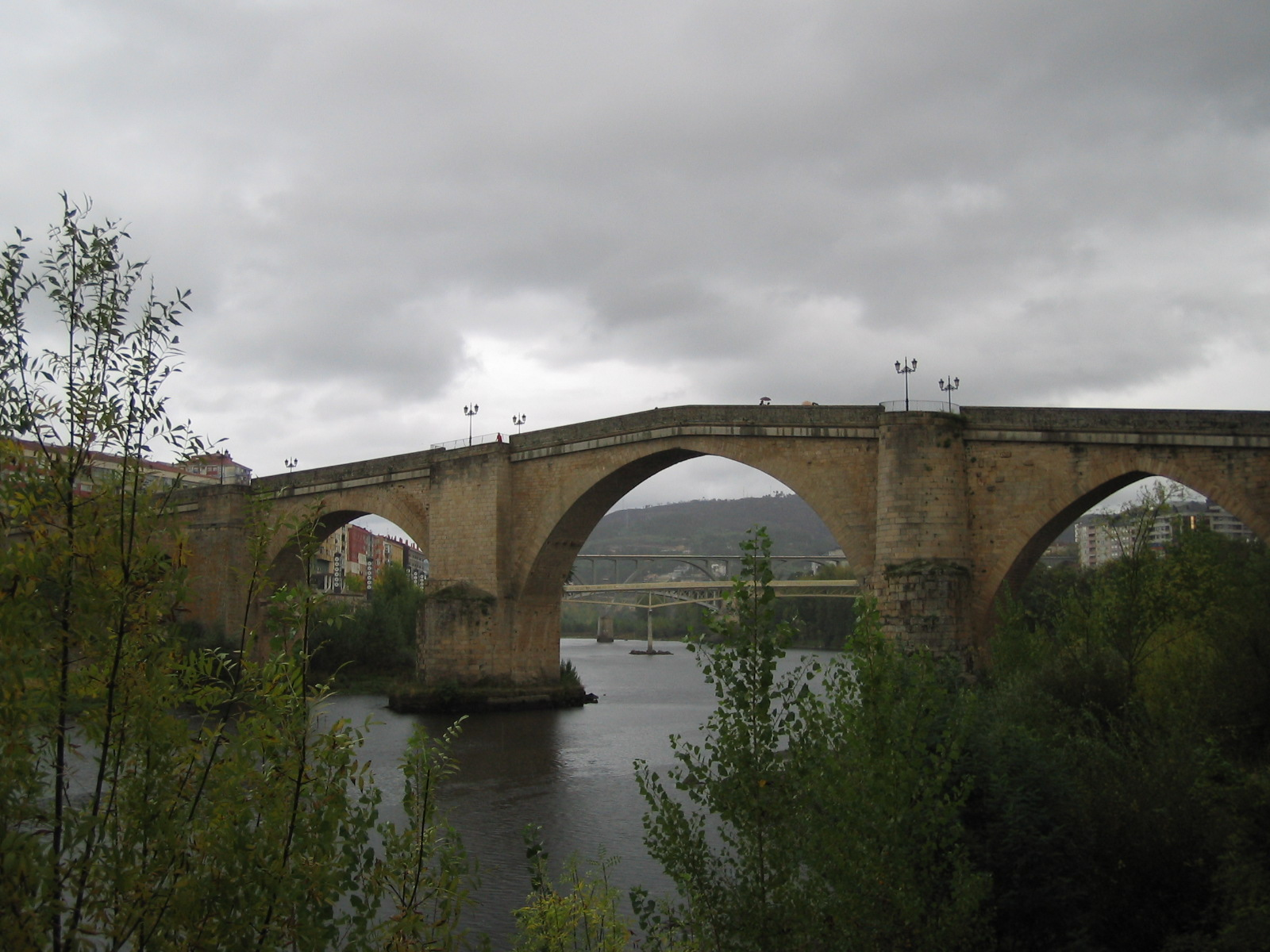
Puente Mayor.

- Vuelven sobre sus pasos al ser avisados de que la guardia civil ronda en la estación. Taberna del Sacristán. Finca del Abad de las Viejas.[2] Campo de las Bestias. Casa de Socorrito la Loca. Amanece (pasaron veinticuatro horas).

El tiempo real es lo del diálogo entre Cibrán y el juez. Transcurre en diversos momentos, dentro de unas 48 horas. Permiten observar esto las alusiones temporales de los comienzos de los capítulos primero, segundo y tercero, el final del cuarto, y alguna que otra alusión referente a la comida.
El tiempo real en relación con los capítulos se desarrolla de la siguiente manera: capítulo 1: hora de comer; capítulo 2: tarde; capítulo 3: mañana-tarde; capítulo 4: tarde y capítulo 5: tarde.
Al final del 5.º capítulo hay una referencia importante.

### El narrador
En la obra no hay identificación entre autor y narrador. El autor sólo tiene presencia en ese primer texto introductorio de documentación y en una declaración firmada; el resto del relato se presenta desde la perspectiva de un narrador protagonista que narra en primera persona y que no accede a la mente de los otros personajes excepto en aquello que estos dejan entrever por sus miradas, facciones o hechos.
Los conocimientos de la acción narrativa que el narrador tiene proceden así pues de una perspectiva de "visión con", pues es estando al lado de los otros personajes cómo él va conociendo los hechos. Pero esta visión, que es la única que se manifiesta, está en su fondo complementada por una "visión desde fuera", pues el narrador es conocedor también de lo que le cuentan al autor, de los papeles del juicio y de lo que se les oye a las gentes de Auria entre cuarenta y noventa años después de haber ocurrido los hechos.
La participación en los hechos del personaje-narrador es la de una testigo presencial que se ve implicada en los hechos por un destino fatal. Cibrán el castizo es menos protagonista y más inocente que El extranjero de Albert Camus. El extranjero es un juguete de la fuerza fatal ejercida por el Sol, pero Cibrán lo es aún más del poder de la lluvia que tira por tierra su propósito de regeneración. La lluvia lo aísla, lo deja a merced del pensamiento, acaba aniquilándolo e incluso al tiempo le sirve de flojo motivo de justificación: La lluvia tuvo mucho de la culpa (p.51).
Será el día lluvioso lo que lo determine a ir con sus amigos esmorgantes. Los buenos propósitos que en el fin de semana había convenido con su amante quedaron diluidos y fueron arrastrados por la lluvia. El trabajo como meta de redención resultará imposible de alcanzar y será en ese ambiente de animadversión meteorológica donde comenzará el viacrucis de los tres esmorgantes y que acabará en el campo de las bestias, especie de Gólgota esperpéntico a donde va a parar la basura de la ciudad.

### Presagios y final

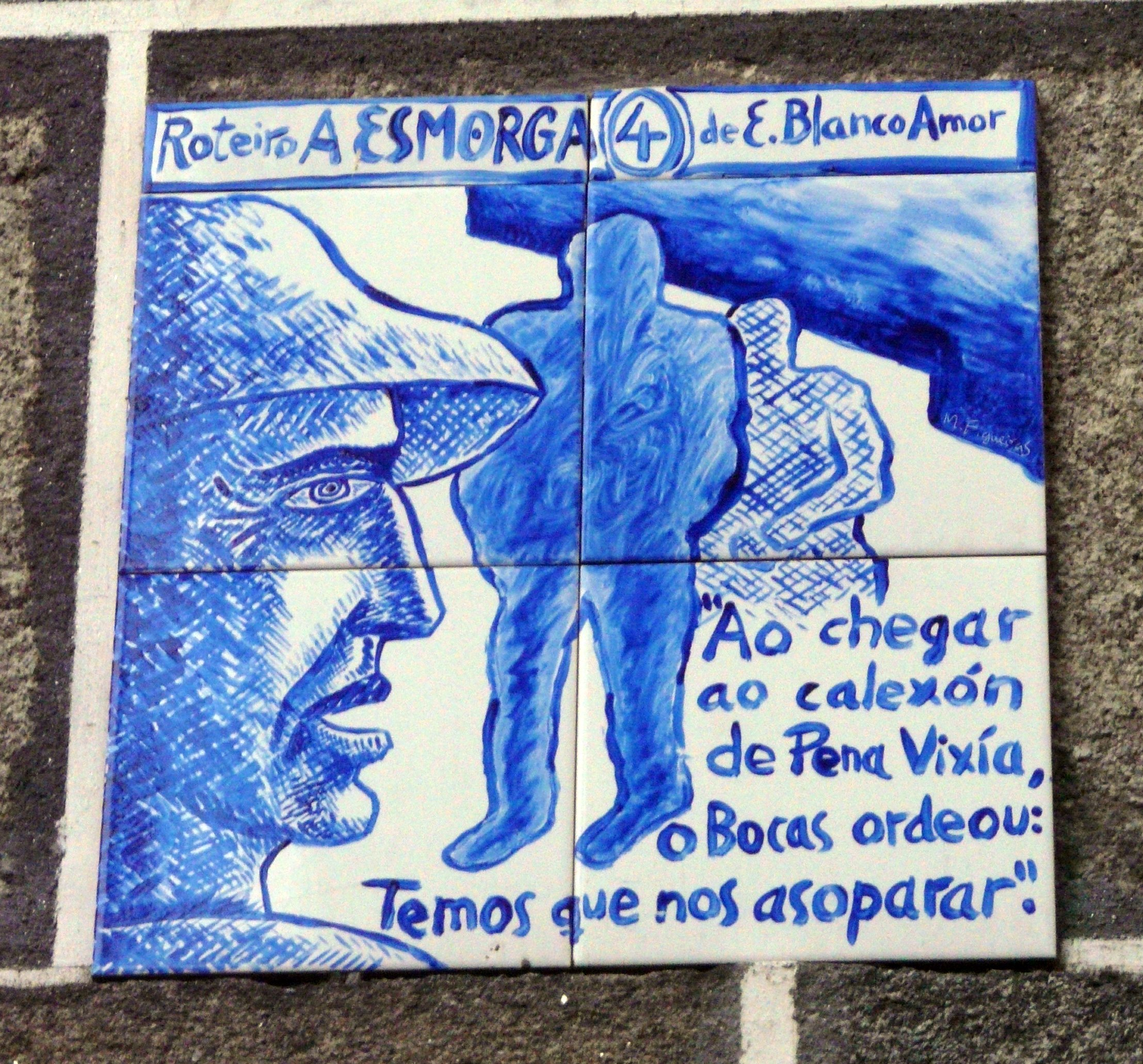
Calle de Hernán Cortes.

Hay dos elementos que permiten entrever desde el comienzo el trágico final. Son la noche y el fuego.
El personaje principal vive en una noche "como si fueran muchas noches juntas". "Incluso el día se puso más pardo y lluvioso como si fuera a venir la noche" (pág. 35).
Observaremos el mismo augurio en el nervioso e impotente dirigir las miradas cara al pazo incendiado (se nos presenta el fuego como elemento purificador y de condenación) o en el vino a chirriar por el fuego cuando están a pique de echarlos de la casa de Nonó, que otrora había sido vista como un paraíso.

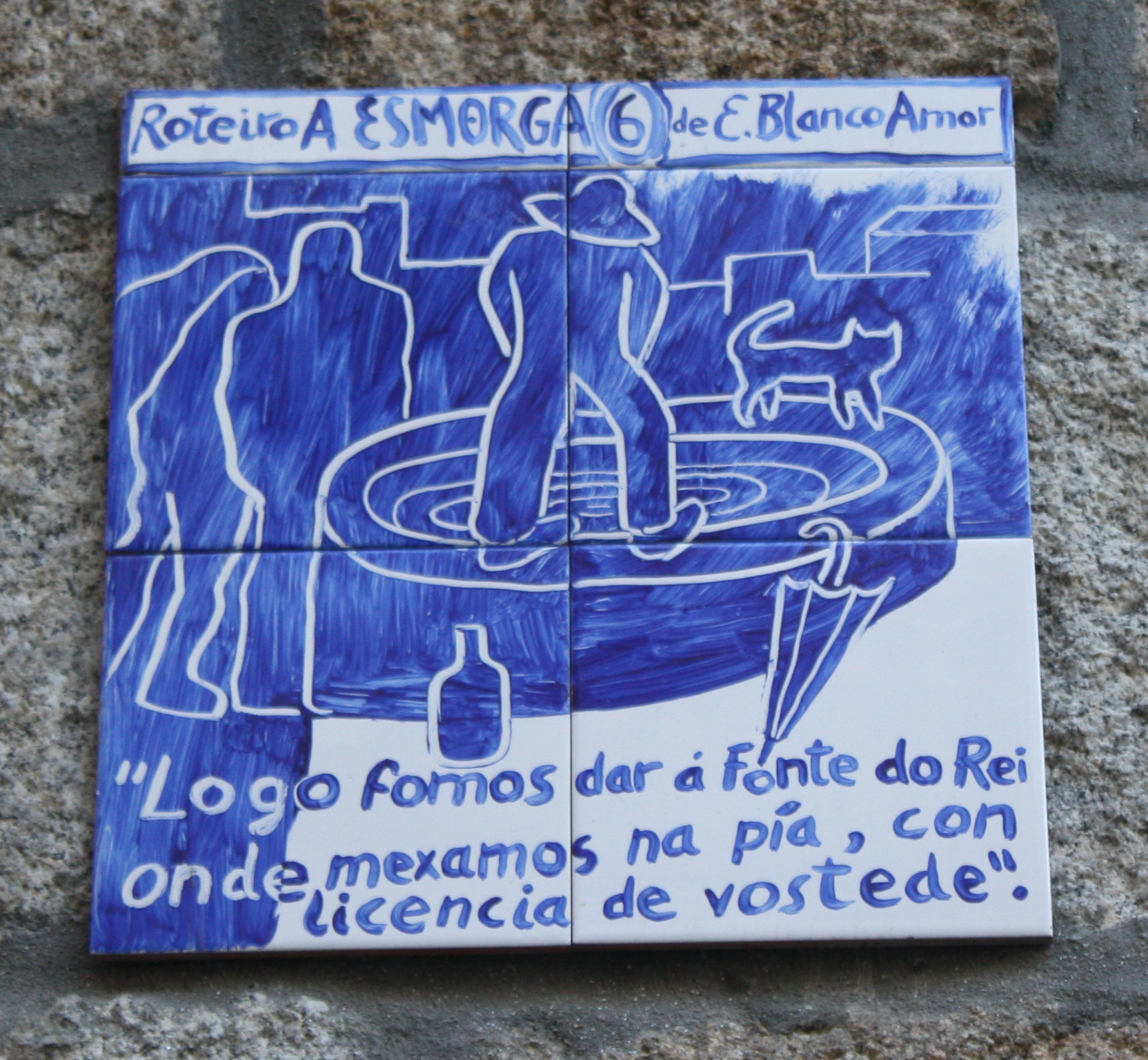
Fuente del Rey.

Después de salir de la casa de Nonó aún pasarán por la Fuente del Rey, donde deciden volver a la casa de los Andrada. De ahí van al campo de las bestias, y solo volverá Cibrán el Castizo para servir de narrador de la aventura, pero una vez cumplida su misión no se librará del trágico final de sus compañeros, final al que está predestinado desde un principio y que el autor se encarga de presentar como ambiguo.
Hay dos posibles finales. Un primero, el suicidio, vendría apoyado por la manía de matarse que tiene el protagonista (p. 122, 124). En caso de que se suicidara moriría como un Judas esperpéntico, traidor a su redención como hombre, como ser humano, moriría denigrado como un cerdo (esta afirmación procede de que "castizo" (pág. 19) es una voz que se ponen en relación con los cerdos: ...yo soy Cipriano Canedo y me llaman Cibrán o el Castizo, como usted guste, pues mi padre tenía un castigo para servir cerdas, con licencia...).
El segundo posible final es que muera golpeado por los guardias civiles. Esto entroncaría con la denuncia social perseguida por el autor que estaría acentuada con rasgos tremendistas.
Con este ambiguo final y con la adopción de la técnica del diálogo telefónico el autor consigue hacer participar al lector en la obra, al tener que imaginar el interrogatorio y decidir el final que más convenza de acuerdo con nuestra postura ante esas determinadas condiciones sociales.
Asimismo, la intemporalidad del relato lo hace universal y válido para cualquier época, por lo que la denuncia social de la obra adquiere vigencia y actualidad.

## Homosexualidad
Es la primera novela gallega donde se aborda claramente una temática homosexual. Uno de los personajes, Milhomes, está caracterizado por el Cibrán en varias ocasiones por sus rasgos afeminados, y siente celos cuando Xan el Bocas está con mujeres. Además, tanto el Milhomes como Xan el Bocas juegan en varias ocasiones a estimularse, a pellizcarse y a tocarse.

## Adaptaciones y traducciones

### Cine
La obra fue llevada al cine con el título de Parranda en 1977, con dirección de Gonzalo Suárez y guion del propio Blanco Amor junto con Gonzalo Súarez, y con José Luis Gómez, José Sacristán y Antonio Ferrandis en los papeles protagonistas. El 15 de noviembre de 2014, se estrenó A Esmorga, con dirección de Ignacio Vilar y protagonizado por Miguel de Lira, Karra Elejalde y Antonio Durán "Morris", en el Festival de Cine Internacional de Orense y el 21 de noviembre en toda Galicia.

### Teatro
También fue llevada al teatro por el grupo orensano Sarabela Teatro que realizó montajes en 1996 y 2009, sobre la adaptación que escribieron los dramaturgos Begoña Muñoz y Carlos Couceiro, y con dirección de Ánxeles Cuña Bóveda. El montaje fue retransmitido por la Televisión de Galicia en 1996 y fue galardonado con varios premios María Casares de teatro en 2010.

### Traducciones
- Al castellano, por el propio autor en 1960, con el título de La Parranda.[11]
- Al asturiano.
- Al italiano, por Attilio Castellucci en 2006, publicada por la editorial Carucci con el nombre, incluso, de La Esmorga  y por Manuele Masini en 2007, «La Baldoria», SEF editrice.
- Al francés, por Vincent Ozanam en 2007, y publicada por la editorial bretona Terre de Brume bajo el título de La noce.
- Al inglés, por Craig Patterson en 2012, «On a bender», Gales, Ed. Planet, 2012. ISBN 978-0-9540881-9-4.[12]
- Al catalán, por Jaume Silvestre, «La gresca», Mallorca. Ed. Él Gall Editor, 2014. ISBN 978-84-941685-2-9.
- Al euskera, por Ramon Etxezarreta, «Parranda», Iruñea. Ed. Igela Argitaletxea, 2015.